# Virendra Gupta
Virendra Gupta es un diplomático de carrera indio retirado.
- En 1976 entró al State Bank of India.
- En julio de 1979 entró al Indian Foreign Service.
- De agosto de 1979 a marzo de 1982 fue tercer/segundo secretario de embajada en Katmandú.
- De mayo de 1982 a agosto de 1985 fue primer secretario de embajada en Lagos.
- De agosto de 1985 a julio de 1988 fue secretario adjunto en el Ministerio de Asuntos Exteriores (India) (MEA).
- De agosto de 1988 a agosto de 1991 fue primer secretario en la Misión de la India ante la Sede de la Organización de las Naciones Unidas, donde se desempeñó como Relator del Comité Especial de la ONU contra el apartheid.
- De agosto de 1991 a marzo de 1992 fue director del departamento Disarmament en el Ministerio de Asuntos Exteriores (India) (MEA).
- De mayo de 1992 a julio de 1992 fue Encargado de negocios en Tel Aviv.
- De julio de 1995 a abril de 1998 fue consejero de embajada en El Cairo.
- De mayo de 1998 al 10 de agosto de 2001 fue Alto Comisionado en Dar es-Salam (Tanzania).
- Del 10 de agosto de 2001 a 2005 fue  Alto Comisionado en Puerto España (Trinidad y Tobago) con comisión en Saint George (Granada) (Granada (país)), Saint John (Antigua y Barbuda) (Antigua y Barbuda), Basseterre (San Cristóbal y Nieves) y Comisionado en Plymouth (Montserrat) (Montserrat), El Valle (Anguila) (Anguila (dependencia)).
- Del 08 de junio de 2010 al 31 de agosto de 2014 fue Alto Comisionado en Pretoria (Sudáfrica).[1]